# イヴァン・ロマノフ
イヴァン・ニキーチチ・ロマノフ（Иван Никитич Романов / Ivan Nikitich Romanov, 1560年代 - 1640年7月16日）は、ニキータ・ユーリエフ＝ザハーリンの息子の一人で、母はその2番目の妻である公女エウドキヤ・アレクサンドロヴナ・ゴルバチヤ＝シュイスカヤ。フョードル・ロマノフの異母弟、ツァーリとなったミハイルの叔父にあたる。

## 生涯
1605年に大貴族（ボヤーレ）身分に叙せられ、1613年のツァーリ選出のために開かれた全国会議でもツァーリ候補者の一人に挙がった。コサックたちが甥のミハイルを支持すると、彼らに向かって「ミハイル・フョードロヴィチはまだ幼く、分別も備わってない」と言ったと伝えられる。そのためか、ミハイル選出後にイヴァンが官職に与ることはなかった。

## 子女
公女ウリヤナ・フョードロヴナ・リトヴィノヴァ＝マサラスカヤと結婚し、6人の子女をもうけた。
- ニキータ
- アンドレイ（1609年4月25日没）
- ドミトリー（1611年11月4日没）
- イリナ（1615年9月10日没）
- プラスコヴィヤ（1622年10月25日没）
- イヴァン（1625年6月30日没）